# Sroki (rejon pustomycki)
Sroki (ukr. Сороки; dawn. pol. Sroki Szczerzeckie) – wieś na Ukrainie w rejonie lwowskim (wcześniej w rejonie pustomyckim) obwodu lwowskiego.

## Historia
Wieś prawa wołoskiego, położona była w drugiej połowie XV wieku w ziemi lwowskiej województwa ruskiego.

## Ludność
Mieszkańcy wsi według danych z roku 1880:
| Wyznanie   | Liczba os. |
| ---------- | ---------- |
| gr. kat.   | 218        |
| rzym.-kat. | 16         |
| izrael.    | 21         |
| innych     | 9          |

| Narodowość | Liczba os. |
| ---------- | ---------- |
| Rusinów    | 231        |
| Niemców    | 32         |
| Polaków    | 1          |

Według spisu powszechnego z roku 2001: język ukraiński liczba os. 98 (100 proc).

## Urodzeni
Urodził się tu Mikołaj Kostecki (ur. 5 grudnia 1878, zm. 20 marca 1932 w Warszawie) – generał brygady Wojska Polskiego, kawaler Orderu Virtuti Militari.